# Pfarrkirche Wängle

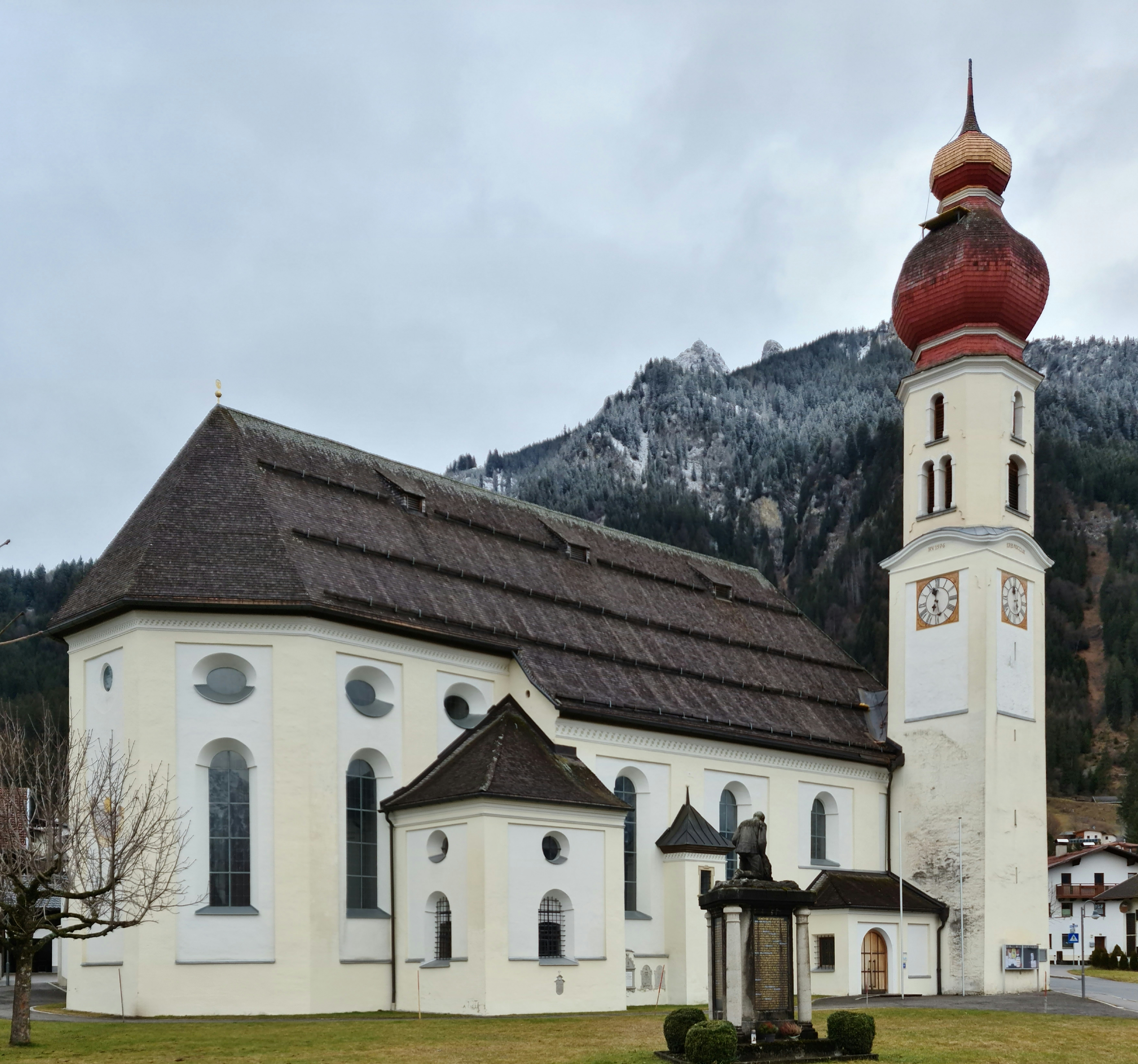
Katholische Pfarrkirche hl. Martin in Wängle

Langhaus, Blick zum Chor

Langhaus, Blick zur Doppelempore

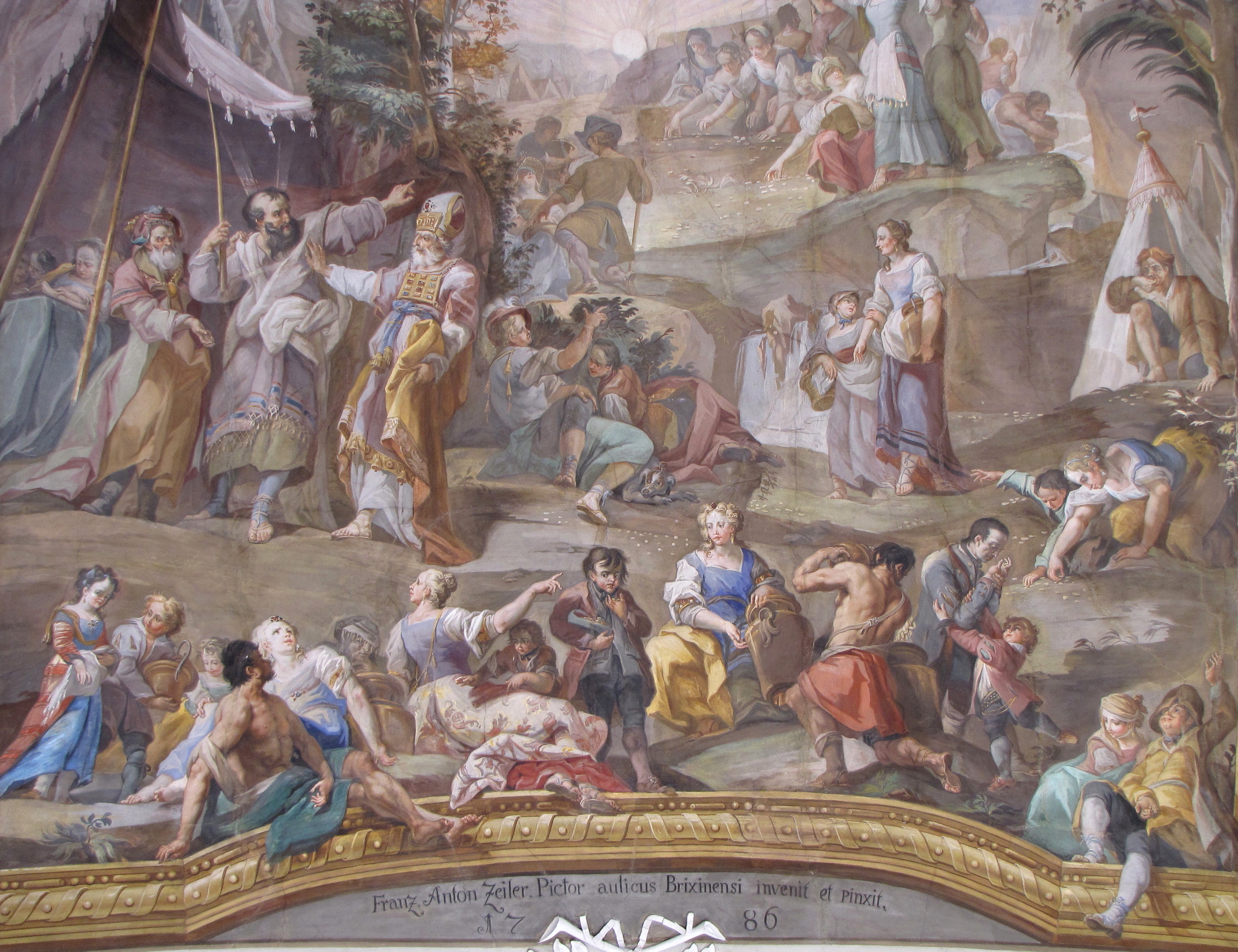
Deckenfresko mit Signatur Franz Anton Zeiller 1786

Die römisch-katholische Pfarrkirche Wängle steht in der Gemeinde Wängle im Bezirk Reutte im österreichischen Bundesland Tirol. Die dem Patrozinium des hl. Martin von Tours unterstellte Pfarrkirche gehört zum Dekanat Breitenwang in der Diözese Innsbruck. Die Kirche und der ehemalige Friedhof stehen unter Denkmalschutz (Listeneintrag).

## Geschichte
An der Stelle einer ehemals romanischen, dann gotischen Kirche wurde von 1702 bis 1704 eine barocke Kirche erbaut und 1732 geweiht.

## Architektur
Der einheitliche barocke Kirchenbau hat einen barockisierten, im Untergeschoß romanischen Ostturm.
Die Fresken schuf Franz Anton Zeiller 1786, im Chor Letztes Abendmahl, in den Stichkappenzwickeln die Vier Kirchenväter, über den Pilastern zwei auf Holz gemalte opfernde Engel, im Langhaus die personifizierte göttliche Vorsehung, Wasser- und Mannawunder, über den Doppelpilastern auf Holz gemalte Puttengruppen, dazwischen gemalte Einblicke in Scheinkuppeln, alles 1906 restauriert.

## Ausstattung
Der Hochaltar mit einem schweren Sechssäulenaufbau auf konkavem Grundriss mit einer hohen Tabernakelzone hat ein gerades abschließendes Gebälk, Giebelstücke und einen auf Volutenkonsolen stehenden Auszug in der Art von Nikolaus Babel, urkundlich in Pfronten gebaut und 1705 aufgestellt.
Die Orgel baute Matthäus Mauracher 1909.